# غوك ألب
غوك آلب (؟ 1044م) (بالتركية العثمانية: غوك الپ) (بالتركي Gök Alp  )، تحت الدولة الغزنويّة، وهو بحسب التراث العثماني ابن اوغوز ووالد كيزيل بوغا الذي كان وابو جد جدّ مؤسس الإمبراطورية العثمانية وأول سلاطينها: السلطان الغازي عثمان الأول.